# William Edmonstone Duncan
William Edmonstone Duncan, britanski general, * 1890, † 1969.